# 胡得恬
胡得恬（越南语：／，1899年9月9日—1986年2月3日），越南政治家、教師，慶美郡公胡得忠之子，阮朝時期曾任河東總督，後以知識分子身份參與越南民主共和國政權機構。

## 生平

### 出身與早年經歷
胡得恬生於1899年9月9日。籍貫承天府富榮縣安傳村（今屬承天順化省富榮縣富安社），父親胡得忠爲阮朝舉人，後任尚書，去世後贈慶美郡公爵位。胡得忠有有十個子女，其中包括官員胡得愷、醫生胡得怡、啓定帝妃嬪胡氏芷和尼師胡氏荇。
胡得恬早年留學法國，在巴黎他於1923年獲得法學學士學位，1925年獲得法學博士學位。

### 宦途
取得法學博士學位後，胡得恬在法國當律師，他的家人將他召回國。回到越南後，胡得恬先任職於中圻（安南保護國）的阮朝朝廷，曾任刑部參知一職。
1929年，胡得恬轉入北圻（東京保護國）的行政體系，歷任商佐、按察使、布政使。1934年，任河南巡撫。1941年，胡得恬擔任河東總督。

### 1945年後
1975年，越南共和國政權滅亡，胡得恬、胡得怡兄弟得以從河內前往順化與妹妹胡氏芷團聚，胡氏芷此前困窘的生活也由此開始得到了改善。

### 逝世
1986年2月3日，胡得恬在河內逝世，享壽87歲。

## 家庭
娶河東總督黃仲敷之女黃氏李（Hoàng Thị Lý），育有一子一女：
- 女胡氏體苹（Hồ Thị Thể Tần）
- 子胡得懷（Hồ Đắc Hoài）

## 榮譽

### 1945年以前
- 大南龍星指揮官勳位[4]
- 柬埔寨王家勳章指揮官勳位[4]
- 法國榮譽軍團勳章騎士勳位（1942年）[4][11]

### 1945年後
- 一級獨立勳章[3][6]
- 三級勞動勳章[3][6]